# Никольское (Миякинский район)
Никольское (баш. Никольский) — деревня в Миякинском районе Республики Башкортостан Российской Федерации. Входит в состав Миякинского сельсовета.

## География

### Географическое положение
Возле деревни расположен исток реки Шилтерлык. 
Расстояние до:
- районного центра (Киргиз-Мияки): 8 км,
- центра сельсовета (Киргиз-Мияки): 8 км,
- ближайшей ж/д станции (Аксёново): 51 км.

## Население
| 2002 | 2009 | 2010 |
| ---- | ---- | ---- |
| 57   | ↗79  | ↘59  |

Национальный состав
Согласно переписи 2002 года, преобладающая национальность — русские (28 %).